# 永田峯松
永田 峯松（永田 峰松、ながた みねまつ、1866年8月15日〈慶応2年7月6日〉 - 1931年〈昭和6年〉4月29日）は、日本の実業家、商人（貿易商）、広島県多額納税者。合資会社永田商会代表社員。族籍は広島県士族。

## 経歴
安芸国（現・広島県）の林蔵の長男で、後に先代・金松の養子となり1894年、家督を相続した。合資会社永田商会の代表社員で、肥料・獣骨化製・獣皮製造業などを営んだ。また皮革貿易商で、広島県多額納税者であった。

## 人物
寺田蘇人著『部落の人豪』には、広島市の部落有力者として永田峯松の名前が挙げられている。永田峯松の評判について『財界フースヒー 昭和3年1月』には「何故か君に対する近隣の評香ばしからず」という記述がある。
資産家・広島県多額納税者であり、貴族院多額納税者議員選挙の互選資格を有した。本籍は広島市で、住所は同市福島町。

## 家族・親族
永田家　
- 養父・金松[8]
- 母・サミ[11]
- 姉・イト（広島士族、林重太郎の妻）[8][11]
- 妻・ヤス（1867年 - ?、広島、菊崎市太郎の妹）[8]
- 長女・コンメ（1886年 - ?、広島、森本長次の妻）[8]
- 二女・コリウ（1888年 - ?、広島、山崎米次郎の長男政次郎の妻）[8]
- 長男・峰松[17]（あるいは峯松[18][19][20]、前名・政夫[8]、1890年 - ?、永田商会代表、肥料製造貿易業[17]） - 1931年5月16日に氏名を永田峯松と変更し、同年6月1日にその住所を広島市観音町に移転する[18]。宗教は真宗[17]。住所は広島市西観音町[17]。
  - 同妻・トメ（1895年 - ?、大分、福田萬蔵の五女）[8][17]
  - 同長女[8]
  - 同二女[17]
  - 同二男[17]
  - 同三女[17]
  - 同四女[17]
  - 同五女[17]
  - 同六女[17]
  - 同七女[17]
  - 同八女[17]
- 三女・ミヤノ（1892年 - ?、奈良、岡部眞徹の三男勇の妻）[8]
- 二男・新之助（1894年[8] - ?、毛皮商[19][20]）
  - 同妻・シツノ（1895年 - ?、広島、藤澤正一の長女）[8]
  - 同長女[8]
- 三男・政光（1896年 - ?、永田化製所、獣皮筋骨化製業[20]、兵庫、柴田彌三松の養子[8][17]）
- 四男・光春（1898年[8] - ?、永田商会員）[16]
  - 同妻・千榮（1903年 - ?、京都、山口熊次郎の二女）[8]
- 四女・美彌子（1900年 - ?、広島、谷口賢治の妻）[8]
- 五女・アヤ子（1902年 - ?、京都、小西哲也の妻）[8]
- 六男・寛（1907年[12] - 1961年、永田商会員）[16]
- 孫[8]